# Foresto Sparso
Foresto Sparso [foˈrɛsto ˈsparso] (Forèst [foˈɾɛst] in dialetto bergamasco) è un comune italiano sparso di 3 130 abitanti della provincia di Bergamo in Lombardia.

## Geografia fisica

### Territorio
Situato in una conca posta in una piccola valletta, bagnata dal torrente Uria, che si sviluppa perpendicolarmente alla Valcalepio, dista circa 29 chilometri a est dal capoluogo orobico.
Il comune è l'insieme di ben nove frazioni, di cui la più grande è il borgo di Chiesa dove si trova il municipio e, appunto, la chiesa parrocchiale. Gli altri piccoli centri sono: Franzi, San Michele, Vallunga, Tremellini, Gafforelli, Oliva, San Giuseppe, Dosso dell'Era.

Il comune fa parte della Comunità montana dei laghi bergamaschi.

## Origini del nome
L'origine del toponimo è attribuibile all'esistenza in passato di una grande foresta nella conca in cui si trova il paese: in tal senso un documento risalente all'anno 1153 cita busco qui nominatur Forestum. La seconda parte del nome invece è dovuta alla disposizione del centro abitato, molto frammentata, "sparsa" su tutto il territorio comunale.

## Storia
Il paese ha una storia antica avvolta dal mistero, anche a causa della sua posizione geograficamente un po' isolata, che non ha permesso di avere notizie antecedenti all'anno 1153, quando il comune viene citato per la prima volta nel documento precedentemente descritto.
Si hanno invece notizie certe riguardanti il periodo medievale, quando il paese si trovò, al pari dei paesi limitrofi e delle località della vicina val Cavallina, al centro delle sanguinose dispute tra le opposte fazioni dei guelfi e ghibellini.
Le cronache del tempo riferiscono che il livello di maggior recrudescenza delle lotte è databile all'anno 1380, quando le milizie ghibelline provocarono una vera e propria carneficina tra i rappresentanti dell'opposta fazione, bruciando edifici ad essi appartenuti.
Gli abitanti cercarono di riportare nel paese la normalità, dando inizio alla ricostruzione degli edifici rasi al suolo e danneggiati. Ma gli scontri ripresero fino a quando i milanesi, capitanati da Niccolò Piccinino, riuscirono a conquistare l'intera Valcalepio, e con essa anche il territorio di Foresto Sparso.
Soltanto con la definitiva affermazione della Repubblica di Venezia sul ducato di Milano le dispute cessarono, e al paese furono concesse numerose agevolazioni ed indennità proprio dalla Serenissima, a parziale risarcimento dai danni subiti. Inglobato nella Contea della Valcalepio, cominciò a godere di quella tranquillità che lo ha portato e contraddistinto fino ai giorni nostri.

### Simboli
Lo stemma e il gonfalone sono stati concessi con decreto del presidente della Repubblica del 13 gennaio 1994.
Il gonfalone è un drappo di bianco.

## Monumenti e luoghi d'interesse

### Architetture religiose
L'edificio di maggior interesse artistico è senza dubbio la chiesa parrocchiale di San Marco in località Chiesa. Edificata nel corso del XIV secolo, subì numerosi rifacimenti nel corso dei secoli successivi, fino ad assumere le linee attuali nel corso del XVII secolo; è sede dell'omonima parrocchia afferente al vicariato di Predore, diocesi di Bergamo.
All'interno sono presenti numerose opere tra cui spiccano le opere lignee, in primis il pulpito, di Andrea Fantoni e del padre Grazioso.
Sul territorio sono presenti anche altre chiese, tra cui quelle di San Michele, di San Giuseppe e quella dedicata alla Madonna, una delle chiese più vecchie del paese, posta in località Gafforelli, ma soprattutto il santuario di San Giovanni delle Formiche, posto sulla sommità del colle Cunisio che separa Foresto Sparso con la Val Cavallina, ancora meta di pellegrinaggio.

## Società

### Evoluzione demografica
Abitanti censiti

### Tradizioni e folclore
Maschera tipica del paese è Grappino (ol Grapi'), un contadino, nonché contrabbandiere di grappa, di inizio novecento che gira l'Italia per vendere la "preziosa" grappa del Foresto, donando il ricavato della vendita ai poveri del paese.

## Economia
Il paese da sempre ha avuto un'anima prettamente rurale e, conseguentemente, le attività economiche sono state incentrate sull'agricoltura e l'allevamento. Nei secoli addietro erano rinomate le coltivazioni di pere che, dopo una veloce essiccazione, rappresentavano una specialità gastronomica del comune.
Un'altra attività molto redditizia nei secoli passati è stata l'estrazione e la lavorazione della pietra cote, chiamata dai locali pietra molera, utilizzata per l'affilatura di utensili da taglio.
Negli ultimi decenni è stata rivalorizzata la coltura della vite, che ha portato alla produzione di rinomati vini che assumono la denominazione di Valcalepio.
In tal senso ogni anno viene organizzata, nel mese di settembre, la festa dell'uva e dei fiori, dove carri allegorici ornati di fiori (altra attività presente sul territorio) e carichi di buon vino, sfilano per le contrade del paese.